# Habitatge al carrer Francesc Layret, 23 (Castellar del Vallès)
L'Habitatge al carrer Francesc Layret, 23 és un edifici de Castellar del Vallès (Vallès Occidental) inclòs a l'Inventari del Patrimoni Arquitectònic de Catalunya.

## Descripció
Aquest habitatge es troba actualment en un estat ruïnós pel que fa bàsicament a l'estructura. La façana, que és la part més ben conservada, mostra una distribució simètrica, l'eix el marca la porta d'entrada i coincideix amb la part central de l'acabament de la façana i està flanquejada per dues finestres amb un arc escarser decorades amb maó vist. El sòcol està treballat amb blocs rectangulars de pedra local, aquest es troba diferenciat de la resta de la façana per un bordó decoratiu de maó vist i en forma semicilíndrica que recorre el perímetre de la part superior de la façana. L'acabament de la façana, seguint aquest tipus de decoració, mostra un joc de línies còncaves i convexes destacant la part central que coincideix amb l'eix de simetria. Aquest acabament ve destacat a la façana mitjançant una ornamentació en maó vist marcant una línia horitzontal que es contraposa al joc de línies ondulants.